# SWAC

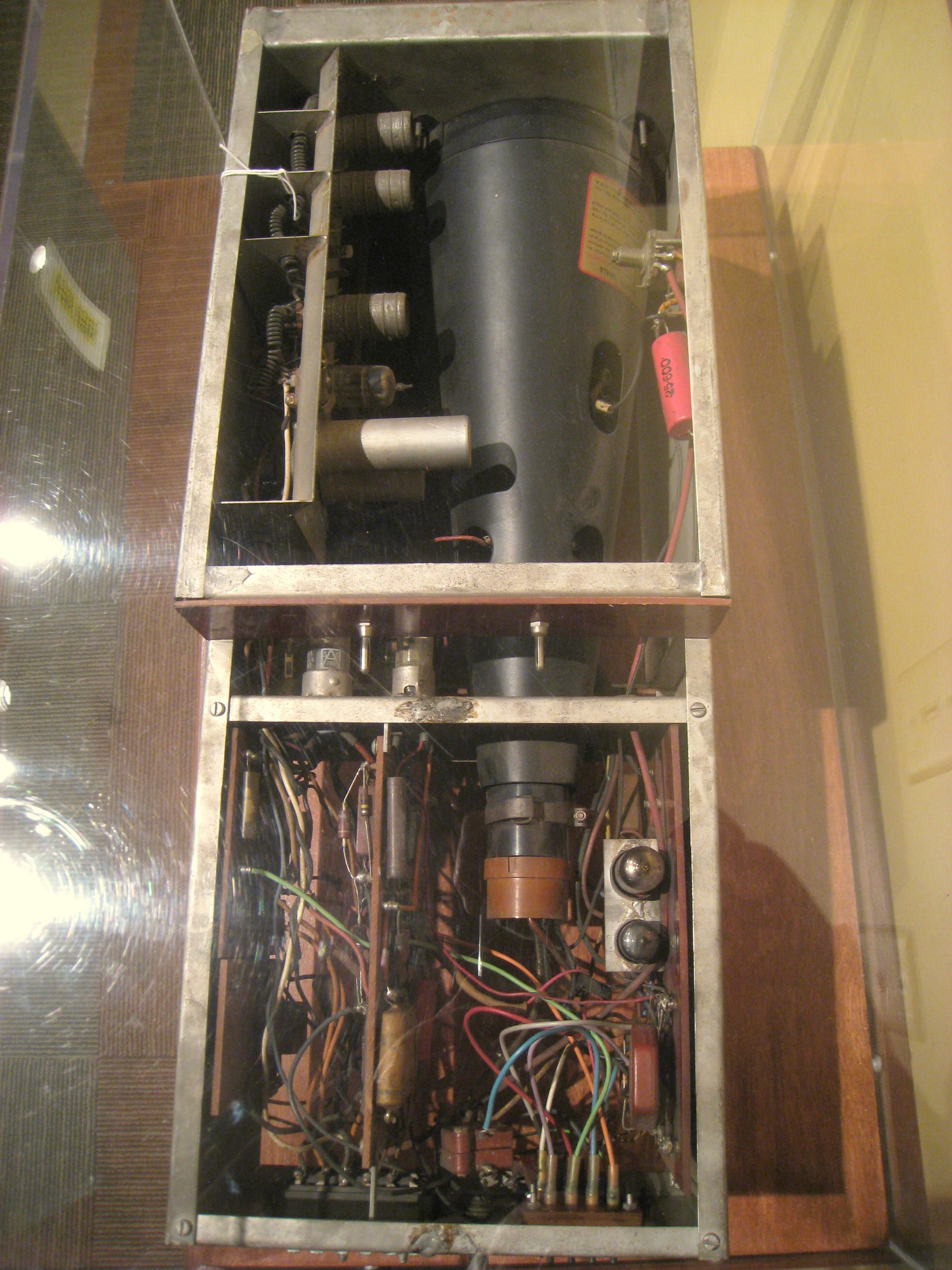
Unidad de memoria SWAC

La SWAC (Standards Western Automatic Computer) fue una de las primeras computadoras electrónicas digitales, construida en 1950 por el Instituto Nacional de Estándares y Tecnología (INTS) de los EE. UU.. Fue diseñada por Harry Huskey. Al igual que el SEAC, construido en la misma época, el SWAC fue un ordenador a pequeña escala diseñado para ser rápidamente construido y puesto en funcionamiento, mientras que el INTS esperaba que fueran completadas computadoras más potentes (en particular, la RAYDAC de manos de Raytheon).
La máquina utilizaba 2300 tubos de vacío. Tenía 256 palabras de memoria (utilizando tubos de Williams), siendo cada palabra de 37 bits. Tenía sólo siete operaciones básicas: sumar, restar y multiplicar (versiones de precisión simple y de doble precisión); comparación, extracción de datos, entrada (input), y salida (output).
Cuando el SWAC fue completado en julio de 1950, era el ordenador más rápido del mundo, hasta que un año después se completó el IAS machine. Podría sumar dos números y almacenar el resultado en 64 microsegundos. Una multiplicación similar tomaba 384 microsegundos. Fue utilizado por la INTS hasta 1954, y luego con modificaciones por la UCLA hasta 1967. Los costos eran de 40$ la hora.
En 1952, Rafael M. Robinson utilizó el SWAC para descubrir cinco números primos de Mersenne, los números primos más grandes conocidos en el momento, con 157, 183, 386, 664, y 687 dígitos.